# Puits de Calan
Le puits de Calan  est situé au bourg de Calan dans le Morbihan.

## Historique
Le puits de Calan fait l’objet d’une inscription au titre des monuments historiques depuis le 20 mars 1934.

## Architecture
Le puits est remarquable en raison de ses montants sculptés.